# Kurt Pätzold

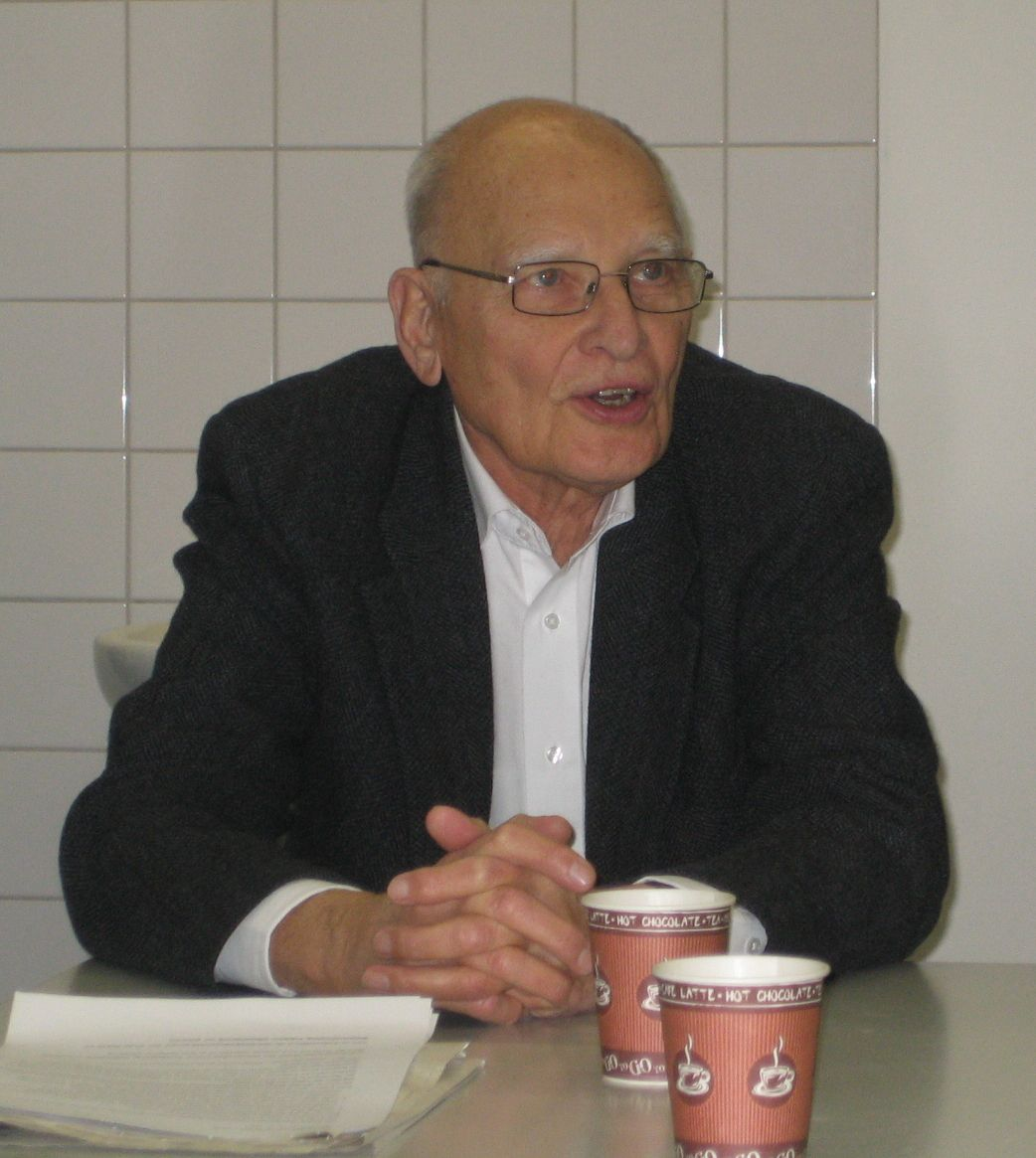
Kurt Pätzold 2007

Kurt Pätzold (* 3. Mai 1930 in Breslau; † 18. August 2016 in Berlin) war ein marxistischer deutscher Historiker.

## Leben und Wirken
Kurt Pätzold kam 1945 mit seiner Familie nach Thüringen. Er studierte von 1948 bis 1953 Geschichte, Philosophie und politische Ökonomie an der Universität Jena und wurde dort 1963 mit der Arbeit Der Zeiss-Konzern in der Weltwirtschaftskrise zum Dr. phil. promoviert. 1973 habilitierte er sich an der Humboldt-Universität zu Berlin mit der Promotion B Antisemitismus und Judenverfolgung (Januar 1933 bis August 1935). Eine Studie zur politischen Strategie und Taktik des faschistischen deutschen Imperialismus. Nach der Wende wurde er im Zuge der Abwicklung der Sektion Geschichte 1992 entlassen. Das Procedere seiner Entlassung bezeichnet der frühere langjährige Leiter des Zentrums für Antisemitismusforschung, Wolfgang Benz, in einem Nachruf als „skandalös“ und unwürdig.
Jüngeren, regimekritischen Historikern wie Wolfram Brandes galt Pätzold indes „als harter Gefolgsmann der SED“. Bereits im April 1946 war er der KPD (später SED) beigetreten, für die er an der Universität Jena von 1954  bis 1960 auch hauptamtlich arbeitete, darunter zwei Jahre als Sekretär der SED-Parteileitung. Nach der Friedlichen Revolution von 1989 wurde ihm vor allem die aktive Beteiligung an der politischen Verfolgung kritischer Wissenschaftler und Studenten zum Vorwurf gemacht, so geschehen in den Jahren von 1956 bis 1958 an der Universität Jena, ebenso wie 1968, 1971/72 und 1976 an der Humboldt-Universität Berlin. 1990 entschuldigte sich Kurt Pätzold dafür. Nach dem Ende der DDR wurde er zu einem der Sprecher des als linksextremistisch eingestuften Marxistischen Forums der PDS.
Pätzold schrieb regelmäßig für die Junge Welt und war Mitglied des wissenschaftlichen Beirats der Rosa-Luxemburg-Stiftung. Zu seinen Forschungsschwerpunkten gehörten die Geschichte des Faschismus und der NSDAP, Entwicklungen im Bereich des Geschichtsrevisionismus sowie die Geschichte des Antisemitismus und der Judenverfolgung. Dabei setzte er Wolfgang Benz zufolge mit seiner Arbeit Faschismus, Rassenwahn, Judenverfolgung (1975) ein „bedeutsames Zeichen der marxistischen Antisemitismus- und Faschismusforschung“. Aber auch seine Studien zum Nationalsozialismus als deutsche Variante des Faschismus und zur Geschichte der NSDAP seien beachtliche Forschungsleistungen. Zudem habe Pätzold mit seinen biografischen Arbeiten zu Adolf Hitler, Rudolf Heß, Julius Streicher und dem Transportoffizier Adolf Eichmanns, Franz Novak, teilweise Neuland betreten und „neue Perspektiven eröffnet“. Pätzold sei über den materialistisch-dialektisch orientierten Kreis hinaus auch für die Historikerzunft insgesamt ein „bedeutende[r] Kollege“ gewesen.
Seit 1996 war Pätzold Mitglied der Leibniz-Sozietät der Wissenschaften zu Berlin.
Kurt Pätzold war Vater dreier Kinder. Er erlag im August 2016 einem Krebsleiden.

## Publikationen
Als Autor:
- Der Zeiss-Konzern in der Weltwirtschaftskrise [1929–1933]. Jena 1963, DNB 481922504 (Dissertation Universität Jena, Philosophische Fakultät, 22. Februar 1963, 271 Seiten).
- Faschismus, Rassenwahn, Judenverfolgung. Eine Studie zur politischen Strategie und Taktik des faschistischen deutschen Imperialismus 1933–1935. Berlin 1975.
- mit Manfred Weißbecker: Hakenkreuz und Totenkopf. Die Partei des Verbrechens. Deutscher Verlag der Wissenschaften, Berlin (DDR) 1981. Im gleichen Jahr in der BRD erschienen als Geschichte der NSDAP 1920–1945. Pahl-Rugenstein Verlag 1981, Köln 1981.
- Adolf Hitler. Das faschistische Kabinett wird gebildet. In: Helmut Bock, Wolfgang Ruge, Marianne Thoms (Hrsg.): Sturz ins Dritte Reich. Historische Miniaturen und Porträts 1933/35. Urania-Verlag, Leipzig/Jena/Berlin 1983, S. 79–86.
- Julius Streicher. Herrenrasse formiert sich. In: Helmut Bock, Wolfgang Ruge, Marianne Thoms (Hrsg.): Sturz ins Dritte Reich. Historische Miniaturen und Porträts 1933/35. Urania-Verlag, Leipzig/Jena/Berlin 1983, S. 290–296.
- mit Irene Runge: Pogromnacht 1938. Berlin 1988.
- Antikommunismus und Antibolschewismus als Instrumente der Kriegsvorbereitung und Kriegspolitik. In: Norbert Frei, Hermann Kling: Der nationalsozialistische Krieg. Frankfurt am Main 1990, S. 122 ff.
- mit Erika Schwarz: Tagesordnung: Judenmord. Die Wannsee-Konferenz am 20. Januar 1942. Eine Dokumentation zur Organisation der „Endlösung“. Berlin 1992.
  - Kurzfassung: „Die vorbereitenden Arbeiten sind eingeleitet.“ Die Wannseekonferenz am 20. Januar 1942. In: Antisemitismus und Massenmord. Beiträge zur Geschichte der Judenverfolgung (= Texte zur politischen Bildung. Bd. 16). Rosa-Luxemburg-Verein Sachsen, Leipzig 1994, ISBN 3-929994-14-3, S. 31–51.
- mit Erika Schwarz: „Auschwitz war für mich nur ein Bahnhof“. Franz Novak. Der Transportoffizier Adolf Eichmanns. Berlin 1994.
- mit Manfred Weißbecker: Adolf Hitler. Eine politische Biographie. Leipzig 1995.
- mit Peter Black: Stufen zum Galgen. Lebenswege vor den Nürnberger Urteilen. Leipzig 1996.
- mit Manfred Weißbecker: Geschichte der NSDAP 1920–1945. Papyrossa Verlag, Köln 1998, ISBN 978-3-89438-134-9 (Überarbeitete Fassung des 1981 bei Pahl-Rugenstein erschienenen Werks, 2009 in erweiterter und überarbeiteter Neuauflage).
- mit Manfred Weißbecker: Rudolf Heß. Der Mann an Hitlers Seite. Leipzig 1999. ISBN 978-3-86189-157-4 (Rezension 2001 von Armin Nolzen; Online).
- „Ihr waret die besten Soldaten.“ Ursprung und Geschichte einer Legende. Militzke Verlag, Leipzig 2000, ISBN 3-86189-191-3.
- Stalingrad und kein Zurück. Wahn und Wirklichkeit. Militzke Verlag, Leipzig 2002.
- Red.: Möglichkeiten politischer Gegenmacht heute. Marxistisches Forum, Beratung am 30. April 2004, GNN, Schkeuditz 2004.
- Der Führer ging, die Kopflanger blieben. Ein historisches Finale und aktuelle Kontroversen. Köln 2005.
- Red.: Zu Ursachen des Scheiterns des europäischen Sozialismus. Thesen von Debatten, die das Marxistische Forum Sachsen und Leipzig sowie der RotFuchs-Verein Leipzig im Oktober und November 2004 führten. Schkeuditz 2005.
- Red.: Die sozialistische Linke in Deutschland 1989 bis 2004. Kolloquium des Marxistischen Arbeitskreises zur Geschichte der deutschen Arbeiterbewegung bei der PDS und der Marx-Engels-Stiftung der DKP. GNN, Schkeuditz 2005.
- Im Rückspiegel: „Nürnberg“. Der Prozeß gegen die deutschen Hauptkriegsverbrecher 1945–1946. PapyRossa, Köln 2006, ISBN 3-89438-355-0.
- Die Geschichte kennt kein Pardon. Erinnerungen eines deutschen Historikers. Edition Ost, Berlin 2008, ISBN 978-3-360-01087-2.
- Red.: Erinnerungsschlacht. Arbeitskonferenz des Marxistischen Forums Sachsen, Leipzig 8. November 2008. GNN, Schkeuditz 2009, ISBN 978-3-89819-316-0.
- Die Mär vom Antisemitismus. Spotless, Berlin 2010, ISBN 978-3-360-02033-8.
- Das Volk versteht das meiste falsch … Spotless, Berlin 2011, ISBN 978-3-360-02040-6.
- Nachwort zu: Der Fall Barbarossa. Der Krieg gegen die Sowjetunion in unbekannten Bildern. Das Neue Berlin, Berlin 2011, ISBN 978-3-360-02128-1.
- Streitfall Geschichte. Edition Ost, Berlin 2012, ISBN 978-3-360-01827-4.
- Der Vergangenheit entgeht niemand. Spotless, Berlin 2012, ISBN 978-3-360-02073-4.
- … fliege übers Land. Ein Taubenbuch. Spotless, Berlin 2012, ISBN 978-3-360-02060-4.
- Kriegerdenkmale in Deutschland. Eine kritische Untersuchung. Spotless, Berlin 2012, ISBN 978-3-360-02076-5.
- 1813. Der Krieg und sein Nachleben. Verlag am Park, Berlin 2013, ISBN 978-3-89793-185-5.
- 1914. Das Ereignis und sein Nachleben. Verlag am Park, Berlin 2014, ISBN 978-3-89793-215-9.
- Kein Platz an der Sonne. Hundert Jahre danach und wenig gelernt. Verlag am Park, Berlin 2015, ISBN 978-3-945187-28-9.
- Faschismus Diagnosen. Verlag am Park, Berlin 2015, ISBN 978-3-945187-42-5
- Der Überfall: Der 22. Juni 1941: Ursachen, Pläne und Folgen. Edition Ost, Berlin 2016, ISBN 978-3-360-01878-6.
- Die Wannsee-Konferenz vom 20. Januar 1942. Verlag am Park, Berlin 2016, ISBN 978-3-945187-65-4.
- Gefolgschaft hinterm Hakenkreuz: Zwanzig Kapitel zu zwölf Jahren deutscher Geschichte. Verlag im Park, Berlin 2017, ISBN 978-3-945187-73-9.

Als Herausgeber:
- Verfolgung, Vertreibung, Vernichtung. Dokumente des faschistischen Antisemitismus 1933 bis 1942. Verlag Philipp Reclam jun. Leipzig 1983; Röderberg, Frankfurt 1984.
- mit Günter Rosenfeld: Sowjetstern und Hakenkreuz. 1938 bis 1941. Dokumente zu den deutsch-sowjetischen Beziehungen. Berlin 1990.
- mit Manfred Weißbecker: Kleines Lexikon historischer Schlagwörter. Leipzig 2005.
- mit Manfred Weißbecker: Schlagwörter und Schlachtrufe – Aus zwei Jahrhunderten deutscher Geschichte, Digitale Bibliothek, Band 143, Digital Publishing Berlin 2006, ISBN 3-89853-543-6.
- mit Erika Schwarz: Europa vor dem Abgrund. Das Jahr 1935. Eine nicht genutzte Chance. Köln 2005.